# Слензане

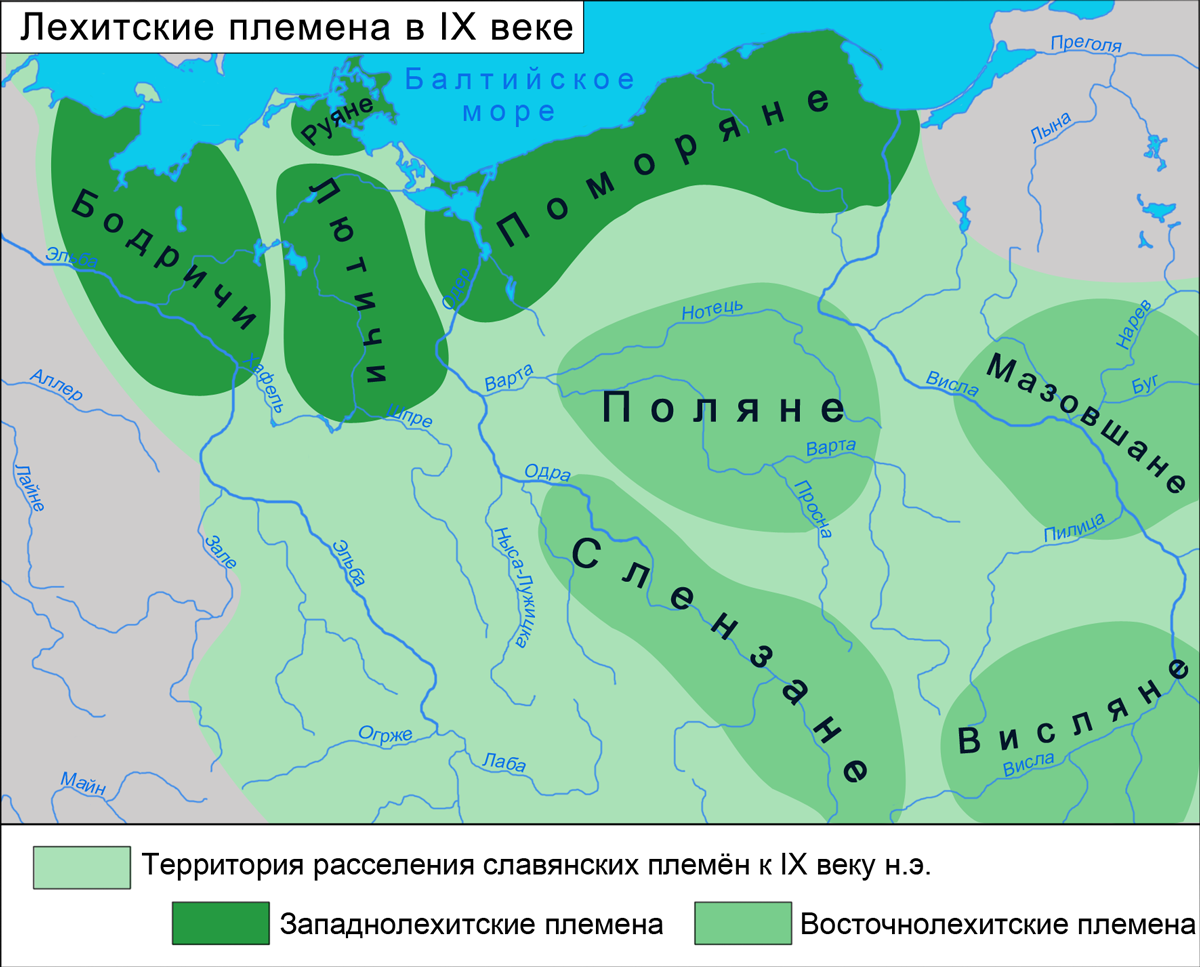
Слензане на карте расселения лехитских племён в IX веке

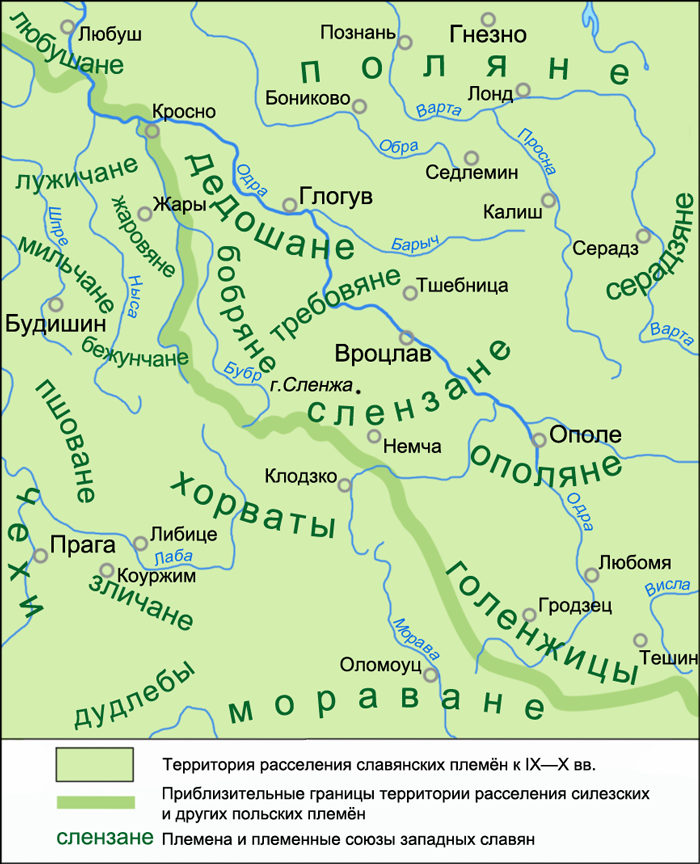
Племена слензан в IX—X веках

Сленза́не (силезане, сленжане, пол. Ślężanie) — лехитское племя (или группа племён), населявшая земли в среднем течении Одры (Одера) на территориях современных Нижней и Верхней Силезии, принявшее участие в этногенезе поляков и отчасти чехов.
Потомки племени слензан — силезцы, или слензаки, рассматриваются как особая субэтническая группа в составе польского и чешского этносов, или же как отдельный народ. В последнее время, на рубеже XX—XXI веков, отмечается подъём силезского национального движения, направленного на создание Силезской автономии, признание силезского отдельным языком, значительная часть жителей Силезии во время переписи населения записываются силезцами, а не поляками и чехами.
Впервые племя упоминается в Баварском Географе IX века как Sleenzane, в списке отмечается 15 селений и городищ на территории племени слензан. Название племени происходит от названия реки Слензы и горы Сленз (Сленжа, пол. Ślęża), также название племени возводится к германскому этнониму силинги — германское племя предположительно населяло Силезию до славян.
В группу силезских племён входили как собственно слензане, так и бобряне (бобжане), голенжицы, дедошане (дзядошане) и ополяне. С севера земли слензан граничили с землями лехитского племени полян, территорию к востоку от слензан населяло ещё одно лехитское племя — висляне. На западе соседями слензан были племена лужицких сербов, на юго-западе и юге — чехи и мораване.
В ранний период истории слензан их земли были подчинены Великой Моравии. С 990 года слензане попали под власть польского князя Мешко I. В XII—XIII веках Силезия (название которой дало племя слензан) была разделена на многочисленные удельные княжества. В начале XIV века силезские княжества были захвачены Люксембургами, а в 1526 году Силезия попала под власть Габсбургов (за исключением трёх княжеств, отошедших в конце XV века к Польше).
В ходе германской колонизации славянское население было онемечено — в Верхней Силезии частично, а в Нижней Силезии полностью.